# Tris(2-aminoetil)amina
La tris(2-aminoetil)amina o N',N'-bis(2-aminoetil)etano-1,2-diamina, conocida también como tren o TAEA, es una poliamina de fórmula molecular C6H18N4.
Su estructura consta de una amina terciaria central de la que penden tres grupos amino primarios (concretamente grupos aminoetil).

## Propiedades físicas y químicas
La tris(2-aminoetil)amina es un líquido incoloro o amarillo con el característico olor de las aminas.

Tiene su punto de ebullición a 102 °C y a -16 °C solidifica.
En fase líquida posee una densidad prácticamente igual a la del agua (ρ = 0,978 g/cm³), mientras que su vapor es cinco veces más pesado que el aire.
Es soluble en agua; el valor del logaritmo de su coeficiente de reparto, logP = -2,68, indica que su solubilidad es mayor en disolventes hidrófilos que en disolventes hidrófobos.

Es un compuesto estable e higroscópico. Absorbe dióxido de carbono del aire y, al ser un compuesto básico (pH = 11,9 en disoluciones de 100g/L), es incompatible con ácidos fuertes así como con agentes oxidantes enérgicos.

## Síntesis y usos

### Síntesis
Esta poliamina se puede sintetizar haciendo reaccionar aziridina y dietilentriamina, con lo que se obtiene tris(2-aminoetil)amina además de trietilentetramina (TETA).

### Uso en química de coordinación
En el ámbito de la química de coordinación, la tris(2-aminoetil)amina o tren es el arquetipo de ligando con forma de trípode. Es una molécula simétrica, un ligando quelante tetradentado que forma complejos estables con metales de transición, especialmente con los de estados de oxidación 2+ y 3+.

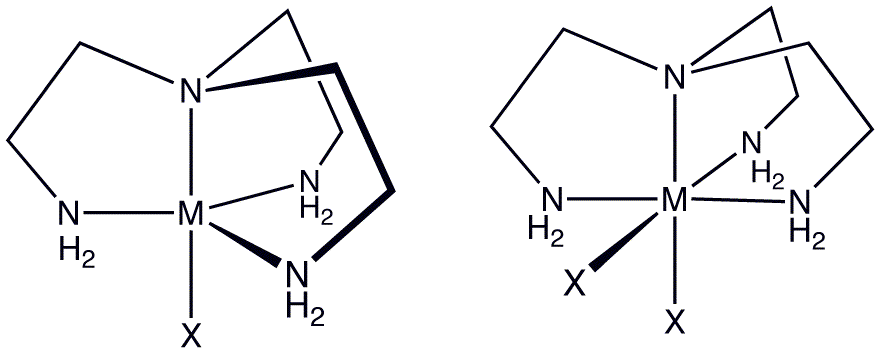
Estructuras de los complejos M(tren)X (a la izquierda, simetría C_{3v}) y M(tren)X_{2} (a la derecha, simetría C_{s}).

Los complejos de tris(2-aminoetil)amina tienen relativamente pocos isómeros, lo que refleja la conectividad restringida de esta tetramina; por ejemplo, solo existe un único estereoisómero aquiral de [Co(tren)X2]+, siendo X un haluro o pseudohaluro.
En algunos casos, la tris(2-aminoetil)amina actúa como ligando tridentado, quedando uno de los grupos amino primarios sin coordinar.Un ejemplo es el triisocianato cuando esta poliamina es «derivatizada» con COCl2.
El derivado «permetilado» de tren es, a su vez, muy utilizado. De fórmula N(CH2CH2NMe2)3, Me6tren forma diversos complejos, si bien no estabiliza el Co(III). Otros análogos de la tris(2-aminoetil)amina, las amino-trifosfinas como N(CH2CH2PPh2)3, también están bien desarrolladas.

## Precauciones
La tris(2-aminoetil)amina es una sustancia combustible que tiene su punto de inflamabilidad a 110 °C. 
Es tóxica si se inhala o si se absorbe por la piel; su contacto puede irritar o causar quemaduras tanto en la piel como en los ojos.